# Lasse Paakkonen
Lasse Paakkonen est un fondeur finlandais, né le 8 juillet 1986 à Raahe.

## Biographie
Il débute en Coupe du monde en novembre 2008. Lors de sa deuxième course, il marque déjà ses premiers points avec une 20e place au sprint de Rybinsk. Il obtient son premier top 10 et meilleur résultat en mars 2010 en terminant 8e du sprint libre d'Oslo.
Aux Jeux olympiques d'hiver de 2010, il participe seulement au sprint par équipes pour une 10e place finale.